# 榆樹直隸廳
榆樹直隸廳，清朝末期设置的直隸廳，属于吉林省。
嘉庆十五年（1810年），在孤榆樹设分防巡检，属伯都讷厅。光绪七年（1881年），为伯都讷厅治所。光绪三十二年（1906年），分伯都讷厅设榆樹县（治今吉林省榆树市）。宣统元年（1909年）四月，设榆樹直隸廳，隶属西北路道。中华民国二年（1913年）废榆樹直隸廳，改置榆树县。